# یواس‌اس داوسون (ای‌پی‌ای-۷۹)
یواس‌اس داوسون (ای‌پی‌ای-۷۹) (به انگلیسی: USS Dawson (APA-79)) یک کشتی بود که طول آن ۴۲۶ فوت (۱۳۰ متر) بود. این کشتی در سال ۱۹۴۴ ساخته شد.